# Joško Gvardiol
Joško Gvardiol (kiejtése [jôʃko ɡʋârdioːl], Zágráb, 2002. január 23. –) világbajnoki bronzérmes horvát válogatott labdarúgó, a Premier League-ben szereplő Manchester City játékosa. Minden idők legdrágább hátvédigazolása.

## Pályafutása

### Klubcsapatokban
Hét éves volt amikor édesapja elvitte a Trešnjevka korosztályos csapatához, ahol hamar felfigyeltek rá a Lokomotiva és a Zagreb megfigyelői, de végül a Dinamo Zagreb csapatát választotta a családja. Eleinte több poszton is kipróbálták, majd Dalibor Poldrugač hátvédként alkalmazta tovább. Teljesítményére hamar felfigyeltek a Manchester City, a Lille, a Borussia Dortmund, az RB Leipzig, a Bayern München, az Ajax, az Internazionale és a Roma csapatainál. A 2019-es év végén a The Guardian a legtehetségesebb labdarúgók közé sorolta.
2019. augusztus 18-án az NK Osijek tartalék csapata ellen gólpasszal mutatkozott be a Dinamo Zagreb II-ben a másodosztályban. Október 18-án a felnőttek között is bemutatkozott a Gorica ellen a 87. percben Mario Gavranović cseréjeként. November 2-án lépett következőleg pályára a bajnokságban és az Inter-Zaprešić ellen megszerezte az első gólját, ezzel Alen Halilović, Mateo Kovačić, Niko Kranjčar, Ante Ćorić és Tin Jedvaj után a klub 6. legfiatalabb gólszerzője lett. 2020. június 5-én 5 évre szóló szerződést kötött csapatával.
Augusztus végén és szeptember elején az angol Leeds United szerette volna szerződtetni, Marcelo Bielsa 20 millió eurót fizetett volna a játékjogáért. Ezt az ajánlatot elutasította, mert maradni szeretett volna és továbbfejlődni. 
2020. december 10-én megszerezte első gólját az Európa-ligában az orosz CSZKA Moszkva ellen 3–1-re megnyert csoportkör mérkőzésen.

#### RB Leipzig
2020. szeptember 28-án bejelentették, hogy öt évre szóló szerződést írt alá a német RB Leipzig csapatával.  16 millió euróért írt alá, amely bónuszokkal még több lehet, illetve a későbbi eladás 20 százalékából a Dinamo is részesedik. 2021 nyarán csatlakozik új csapatához, a német klub ugyanis a szezon végéig visszaküldte a további játéklehetőség reményében a nevelőklubjához.
2021. augusztus 7-én Jesse Marsch nevezte a Sandhausen elleni német kupamérkőzésre, és egy héttel később a Bundesliga nyitófordulójában a Mainz 05 ellen.
Augusztus 20-án debütált a bajnokság második fordulójában, hazai környezetben a Stuttgart elleni 4–0-s győztes mérkőzésen. Szeptember 15-én mutatkozott be a Bajnokok Ligája főtábláján a 6–3-s mérkőzés utolsó 9 percében a Manchester City vendégeként.
Október 2-án a VfL Bochum elleni 3–0-s bajnoki utolsó találatánál gólpasszt adott Christopher Nkunkunak. December 11-én szerezte első gólját a klub színeiben, a Borussia Mönchengladbach elleni 4–1-re végződő bajnoki mérkőzés 21. percében.

#### Manchester City
2023. augusztus 5-én a Manchester City megegyezett az RB Leipzig együttesével, hogy a horvát hátvéd 90 millió euróért csatlakozik az angol klubhoz, akivel 2028-ig szóló szerződést kötöttek. A 2023–2024-es bajnokság nyitófordulójában debütált a Burnley otthonában megnyert 3–0-ás találkozón, a 79. percben Rico Lewist váltva.
Augusztus 16-án a 2023-as UEFA-szuperkupa győztese lett, miután tizenegyessekkel 2–1-re legyőzték a Sevilla csapatát. Ez volt az első mérkőzése, amit végigjátszott a csapat színeiben.

### A válogatottban
Többszörös korosztályos válogatott. 2019. november 14-én mutatkozott be a horvát U21-es válogatottban a Litvánia elleni 2021-es U21-es labdarúgó-Európa-bajnokság selejtező mérkőzésén, amelyet 3–1-re nyertek meg. Október 10-én megszerezte első gólját a San Marinó-i U21-es labdarúgó-válogatott ellen. 2021. március 9-én bekerült a 2021-es U21-es labdarúgó-Európa-bajnokságra készülő 23 fős keretbe, de sérülés miatt végül nem vehetett részt rajta. Május 17-én az egyeneskieséses szakaszra már felépült, majd a felnőtt válogatott szövetségi kapitánya nevezte a 2020-as labdarúgó-Európa-bajnokságra.
2022. november 9-én bekerült a horvát válogatott 26 fős keretébe a 2022-es labdarúgó-világbajnokságra. Egy nappal később a Freiburg elleni Bundesliga-mérkőzésen Gvardiol eltörte az orrát, miután összeütközött Willi Orbánnal, és ennek következtében feltűnő arcmaszkot viselt a tornán. December 17-én, a Marokkó elleni bronzmérkőzésen gólt fejelt, és a meccs emberének is megválasztották, Horvátország 2–1-re nyert, így megszerezte történetének második világbajnoki bronzérmét.
2024. május 20-án bekerült Zlatko Dalić szövetségi kapitány a 2024-es labdarúgó-Európa-bajnokságra készülő 26 fős keretébe.

## Statisztika

### Klubcsapatokban
2023. augusztus 23-i állapot szerint.
| Klub             | Szezon         | Bajnokság      | Bajnokság | Bajnokság | Kupa  | Kupa  | Nemzetközi | Nemzetközi | Egyéb | Egyéb | Összesen | Összesen |
| Klub             | Szezon         | Osztály        | Mérk.     | Gólok     | Mérk. | Gólok | Mérk.      | Gólok      | Mérk. | Gólok | Mérk.    | Gólok    |
| ---------------- | -------------- | -------------- | --------- | --------- | ----- | ----- | ---------- | ---------- | ----- | ----- | -------- | -------- |
| Dinamo Zagreb II | 2019–20        | Druga HNL      | 3         | 0         | —     | —     | —          | —          | —     | —     | 3        | 0        |
| Dinamo Zagreb II | 2020–21        | Druga HNL      | 1         | 0         | —     | —     | —          | —          | —     | —     | 1        | 0        |
| Dinamo Zagreb II | Összesen       | Összesen       | 4         | 0         | 0     | 0     | 0          | 0          | 0     | 0     | 4        | 0        |
| Dinamo Zagreb    | 2019–20        | Prva HNL       | 11        | 1         | 1     | 0     | 0          | 0          | 0     | 0     | 12       | 1        |
| Dinamo Zagreb    | 2020–21        | Prva HNL       | 25        | 2         | 2     | 0     | 13         | 1          | 0     | 0     | 40       | 3        |
| Dinamo Zagreb    | Összesen       | Összesen       | 36        | 3         | 3     | 0     | 13         | 1          | 0     | 0     | 52       | 4        |
| RB Leipzig       | 2021–22        | Bundesliga     | 29        | 2         | 5     | 0     | 12         | 0          | 0     | 0     | 46       | 2        |
| RB Leipzig       | 2022–23        | Bundesliga     | 30        | 1         | 5     | 0     | 6          | 2          | 0     | 0     | 41       | 3        |
| RB Leipzig       | Összesen       | Összesen       | 59        | 3         | 10    | 0     | 18         | 2          | 0     | 0     | 87       | 5        |
| Manchester City  | 2023/24        | Premier League | 2         | 0         | 0     | 0     | 0          | 0          | 1     | 0     | 3        | 0        |
| Manchester City  | Összesen       | Összesen       | 2         | 0         | 0     | 0     | 0          | 0          | 1     | 0     | 3        | 0        |
| Teljes Karrier   | Teljes Karrier | Teljes Karrier | 101       | 6         | 13    | 0     | 31         | 3          | 1     | 0     | 146      | 9        |

Jegyzetek
1. ↑  Ez csak euróban igaz, a fontrekordot Harry Maguire tartja
2. ↑  A Bajnokok Ligája selejtezőkörében kétszer, és az Európa Ligában tizenegyszer lépett pályára
3. ↑  Gólja(i) az Európa Ligában
4. ↑  A Bajnokok Ligájában hatszor, és az Európa Ligában hatszor lépett pályára
5. ↑  Mérkőzései a Bajnokok Ligájában
6. ↑  Mérkőzése a Német szuperkupában
7. ↑  Mérkőzése(i) a(z) UEFA szuperkupában

### A válogatottban
2024. november 18-i állapot szerint.
| Válogatott   | Szezon   | Mérkőzés | Gól |
| ------------ | -------- | -------- | --- |
| Horvátország | 2021     | 9        | 1   |
| Horvátország | 2022     | 10       | 1   |
| Horvátország | 2023     | 8        | 0   |
| Horvátország | 2024     | 12       | 1   |
| Összesen     | Összesen | 39       | 3   |

## Sikerei, díjai
Dinamo Zagreb
- Horvát bajnok (2):  2019–20, 2020–21
- Horvát kupa (1):  2020–21
- Horvát szuperkupa (1):  2019

 RB Leipzig
- Német kupagyőztes (1): 2021–22

 Manchester City
- Angol bajnok: 2023–2024
- UEFA-szuperkupa (1): 2023
- FIFA-klubvilágbajnokság (1): 2023